# Riparia riparia

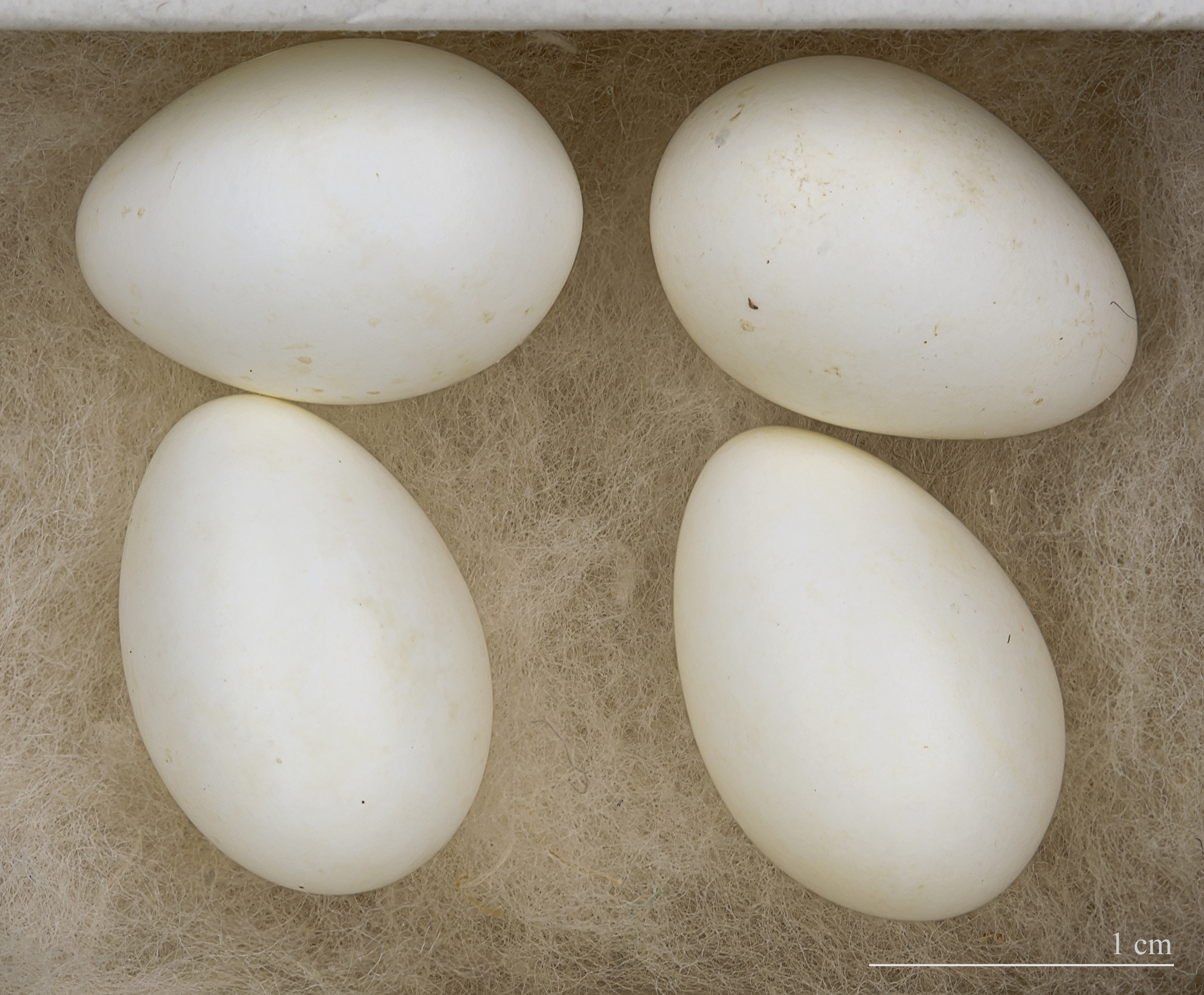
Huevos de Riparia riparia

El avión zapador (Riparia riparia) es una especie de ave paseriforme de la familia Hirundinidae propia de Eurasia, América y África.

## Características
Es un pájaro pequeño, de vuelo rápido y ágil y aleteo rápido, de unos 12 cm de longitud y 28 cm de envergadura. Posee una parte superior parda y una ventral más clara. Es la primera ave migratoria en llegar a Europa en primavera, incluso antes que las golondrinas. Se concentra pronto en colonias, y anida en huecos en taludes de tierra o arenisca poco consolidada, dando lugar a dos nidadas de cuatro a cinco huevos, de abril a junio.
Cría en acantilados de tierra, bancos de ríos y áreas abiertas, en casi todo el Holártico y pasa el invierno en África y Sudamérica.
Se alimenta en vuelo, capturando insectos a baja y media altura.